# Canal+ Polynésie
Canal+ Polynésie est une chaîne de télévision généraliste locale privée française diffusée en Polynésie française. Il s'agit en fait de la chaîne nationale payante Canal+ adaptée à la Polynésie française, gérée par la société Canal+ Overseas, filiale du Groupe Canal+.

## Histoire de la chaîne
Canal+ est implantée en Polynésie française depuis 1994 avec une licence de diffusion hertzienne délivrée par le CSA. La chaîne diffuse des programmes en clair et des programmes cryptés, ces derniers n'étant visibles que des abonnés équipés d'un décodeur. Depuis, Canal+ Polynésie a suivi les programmes de la chaîne nationale, à l'exception de quelques aménagements horaires et d'une édition spéciale destinée à présenter les films sortis en salle sur le territoire. Autre particularité, contrairement à Canal+ en Métropole, la version polynésienne ne diffuse aucune publicité en dehors de la seule présentation des programmes de la chaîne.
Canal+ avait vendu son portefeuille client à l’OPT, via sa filiale TNS, en mai 2004 pour la somme de 200 millions. Tahiti Nui Satellite avait alors équipé gratuitement ses abonnés afin de les faire passer d’un mode hertzien à un mode satellitaire de réception.
Canal+ a arrêté sa diffusion en mode hertzien en Polynésie française et a supprimé le site officiel de Canal+ Polynésie "www.canalpolynesie.com" en mai 2004.
3 Chaines Canal+ sont maintenant disponible sur le bouquet Tahiti Nui Satellite.
- Canal+
- Canal+ Cinéma
- Canal+ Sport

## Organisation

### Dirigeants
Directeur général :
- Mireille Burns